# La Guerra del Anillo
La Guerra del Anillo (título original en inglés: The War of the Ring) es un libro sobre la obra de J. R. R. Tolkien, editado por su hijo Christopher Tolkien y publicado por Unwin Hyman (Londres) el 23 de agosto de 1990. Su traducción al español fue publicada por la editorial Minotauro en diciembre de 1996.
En La Guerra del Anillo, Christopher Tolkien reanuda la historia de la redacción de El Señor de los Anillos con los episodios de la batalla del Abismo de Helm y la inundación de Isengard. A esto, le sigue el relato de cómo Frodo, Sam y Gollum llegaron finalmente al Paso de Cirith Ungol. Tolkien comentó entonces: "Tengo al héroe metido en tales aprietos que ni siquiera el autor será capaz de sacarlo indemne sin mucho trabajo y dificultad".
Luego sigue la guerra en Gondor, y el libro finaliza con el encuentro entre Gandalf y el embajador del Señor Oscuro ante la Puerta Negra de Mordor. A propósito de El retorno del Rey, J. R. R. Tolkien dijo que "este plan será probablemente muy distinto cuando lo escriba realmente, pues la historia parece escribirse a sí misma una vez que se pone en marcha".
Muchos episodios totalmente imprevistos que serían de suma importancia aparecieron de repente en la mente del autor: el palantir que estalla en pedazos en las escaleras de Orthanc, de una naturaleza tan desconocida para el autor como para quienes la ven caer, o la entrada de Faramir en la historia ("Estoy seguro de no haberlo inventado, y ni siquiera lo necesitaba, aunque no dejaba de agradarme, pero de pronto apareció, entrando en los bosques de Ithilien").
Planos y dibujos ilustran las cambiantes concepciones que tuvo Tolkien de Orthanc, El Sagrario, Minas Tirith y los Túneles de Ella-Laraña en Cirith Ungol.
- Datos: Q503325